# Греко-римская борьба на летних Олимпийских играх 1924 — до 67,5 кг
Соревнования по греко-римской борьбе в рамках Олимпийских игр 1924 года в лёгком весе (до 67,5 килограммов) прошли в Париже с 6 по 10 июля 1924 года в Winter Velodrome. 
Для участия в соревнованиях заявились 42 спортсменов из 20 стран. Однако от каждой страны мог принять участие лишь два представителя, поэтому с учётом двух неявившихся, титул разыгрывался между 28 борцами. Самым молодым участником был Леон Рекавек (19 лет), самым возрастным участником Луи Кристоффе (38 лет). 
Турнир проводился по системе с выбыванием после двух поражений. Тот круг, в котором число остававшихся борцов становилось меньше или равно количеству призовых мест, объявлялся финальным, и у борцов, участвующих в таком круге, после его проведения подсчитывалось количество побед и поражений, в зависимости от чего распределялись места. Если количество побед и поражений было одинаковым, то предпочтение отдавалось тому борцу, кто одержал больше чистых побед. Если же и их число было одинаковым, тогда предпочтение отдавалось тому борцу, кто достигал этих побед быстрее.   
На тот момент времени фаворитом в этом весе был Эмиль Вяре, двукратный олимпийский чемпион 1912 и 1920 годов. Однако после игр 1920 года Вяре прекратил свою карьеру. Ещё одним претендентом на медаль мог стать Эдвард Вестерлунд, чемпион мира 1922 года в лёгком весе. Но на Олимпийских играх Эдвард Вестерлунд перешёл в средний вес, уступив место в лёгком своему брату Калле Вестерлунду, который не мог похвастаться такими же успехами. В отсутствие этих двух борцов, явным фаворитом становился Оскари Фриман, олимпийский чемпион 1920 года в полулёгком весе и чемпион мира 1921 года в лёгком весе. Фриман же и победил на соревнованиях, выиграв пять встреч и не проиграв ни в одной. Второе место занял Лайош Керестеш, который проиграл только Фриману. Бронзовую медаль получил Калле Вестерлунд, который победил во встрече за «бронзу» Альберта Кузнеца. Надо отметить, что борцы (три призёра и четвёртый) после финального раунда имели в активе по пять побед и одинаковому количеству чисто выигранных встреч; таким образом, места распределялись по итогам личных встреч.  

## Призовые места
- Оскари Фриман
- Лайош Керестеш
- Калле Вестерлунд

## Первый круг
| Поражений | Участник 1          | Результат  | Участник 2         | Поражений |
| --------- | ------------------- | ---------- | ------------------ | --------- |
| 0         | Альфред Пракс       | По очкам   | Хольгер Аскехав    | 1         |
| 0         | Леон Рекавек        | Туше 16:54 | Василиос Павилидис | 1         |
| 0         | Рудольфс Ронис      | По очкам   | Луи Кристоффе      | 1         |
| 0         | Калле Вестерлунд    | Туше 16:54 | Фуат Акбаш         | 1         |
| 0         | Лайош Керестеш      | Туше 6:45  | Ахмед Рами         | 1         |
| 0         | Франтишек Крачтовил | По очкам   | Роберто Де Марчи   | 1         |
| 0         | Карл Корс           | Туше 1:26  | Франциско Соле     | 1         |
| 0         | Чарльз Фризенфельд  | Туше 5:50  | Эрлинг Михелсен    | 1         |
| 0         | Отто Бёрстрём       | Туше 5:48  | Вальтер Раньери    | 1         |
| 0         | Альберт Кузнец      | Туше 12:20 | Жорж Метайе        | 1         |
| 0         | Михай Матура        | По очкам   | Людвиг Сеста       | 1         |
| 0         | Поль Паризе         | Туше 6:33  | Энгельберт Моллин  | 1         |
| 0         | Йозеф Беранек       | По очкам   | Сидней Бергманн    | 1         |
| 0         | Оскари Фриман       | Туше 8:02  | Арне Гапсет        | 1         |

## Второй круг
| Поражений | Участник 1          | Результат  | Участник 2         | Поражений |
| --------- | ------------------- | ---------- | ------------------ | --------- |
| 1         | Хольгер Аскехав     | Туше 18:10 | Василиос Павилидис | 2         |
| 0         | Альфред Пракс       | Туше 2:30  | Леон Рекавек       | 1         |
| 0         | Рудольфс Ронис      | Туше 17:50 | Фуат Акбаш         | 2         |
| 0         | Калле Вестерлунд    | Туше 17:50 | Луи Кристоффе      | 2         |
| 0         | Лайош Керестеш      | Неявка     | Роберто Де Марчи   | 2         |
| 0         | Франтишек Крачтовил | По очкам   | Ахмед Рами         | 2         |
| 0         | Чарльз Фризенфельд  | По очкам   | Карл Корс          | 1         |
| 1         | Франциско Соле      | Туше 3:20  | Эрлинг Михелсен    | 2         |
| 1         | Вальтер Раньери     | По очкам   | Жорж Метайе        | 2         |
| 0         | Альберт Кузнец      | Туше 1:20  | Отто Бёрстрём      | 1         |
| 0         | Михай Матура        | Туше 17:00 | Поль Паризе        | 1         |
| 1         | Людвиг Сеста        | По очкам   | Энгельберт Моллин  | 2         |
| 0         | Арне Гапсет         | Неявка     | Сидней Бергманн    | 2         |
| 0         | Оскари Фриман       | По очкам   | Йозеф Беранек      | 1         |

## Третий круг
| Поражений | Участник 1          | Результат  | Участник 2       | Поражений |
| --------- | ------------------- | ---------- | ---------------- | --------- |
| 1         | Хольгер Аскехав     | Туше 10:32 | Леон Рекавек     | 2         |
| 0         | Рудольфс Ронис      | По очкам   | Альфред Пракс    | 1         |
| 0         | Лайош Керестеш      | Туше 7:40  | Калле Вестерлунд | 1         |
| 0         | Франтишек Крачтовил | Неявка     | Карл Корс        | 2         |
| 0         | Чарльз Фризенфельд  | Туше 3:00  | Франциско Соле   | 2         |
| 0         | Альберт Кузнец      | Неявка     | Вальтер Раньери  | 2         |
| 0         | Михай Матура        | По очкам   | Отто Бёрстрём    | 2         |
| 1         | Людвиг Сеста        | По очкам   | Поль Паризе      | 2         |
| 0         | Арне Гапсет         | По очкам   | Йозеф Беранек    | 2         |
| 0         | Оскари Фриман       | Пропускал  |                  |           |

## Четвёртый круг
| Поражений | Участник 1          | Результат | Участник 2         | Поражений |
| --------- | ------------------- | --------- | ------------------ | --------- |
| 0         | Оскари Фриман       | Туше 6:40 | Хольгер Аскехав    | 2         |
| 1         | Калле Вестерлунд    | По очкам  | Альфред Пракс      | 2         |
| 0         | Лайош Керестеш      | По очкам  | Рудольфс Ронис     | 1         |
| 0         | Франтишек Крачтовил | По очкам  | Чарльз Фризенфельд | 1         |
| 0         | Альберт Кузнец      | По очкам  | Михай Матура       | 1         |
| 0         | Арне Гапсет         | По очкам  | Людвиг Сеста       | 2         |

## Пятый круг
| Поражений | Участник 1       | Результат | Участник 2          | Поражений |
| --------- | ---------------- | --------- | ------------------- | --------- |
| 0         | Оскари Фриман    | По очкам  | Михай Матура        | 2         |
| 1         | Калле Вестерлунд | Неявка    | Франтишек Крачтовил | 1         |
| 0         | Лайош Керестеш   | Неявка    | Чарльз Фризенфельд  | 2         |
| 0         | Альберт Кузнец   | По очкам  | Арне Гапсет         | 1         |

## Финальный круг
Франтишек Крачтовил отказался от выступления. 
| Победы | Поражения | Участник 1       | Результат | Участник 2     | Победы | Поражения |
| ------ | --------- | ---------------- | --------- | -------------- | ------ | --------- |
| 5      | 0         | Оскари Фриман    | По очкам  | Лайош Керестеш | 5      | 1         |
| 5      | 1         | Калле Вестерлунд | По очкам  | Альберт Кузнец | 5      | 1         |